# Didier Vanoverschelde
Didier Vanoverschelde (* 5. April 1952 in Hallennes-lez-Haubourdin) ist ein ehemaliger französischer Radrennfahrer.

## Sportliche Laufbahn
Vanoverschelde war im Straßenradsport aktiv. Als Amateur kam er in der Tour de l’Avenir 1976 auf den 10. Platz. Er startete für den Verein „Pédale La Madeleine“. Von 1979 bis 1984 war er Berufsfahrer. Sein bedeutendster Erfolg war der Sieg bei Paris–Bourges 1982 vor Marc Madiot. Im Jahr zuvor hatte er dort den zweiten Platz belegt. 
Dritte Plätze holte er im Grand Prix de Plouay, im Grand Prix de Denain sowie im Grand Prix Cholet-Pays de la Loire 1982.
Die Tour de France fuhr er fünfmal. 1979 wurde er 41., 1980 45., 1981 26., 1982 42. und 1983 35. der Gesamtwertung.